# Кортодера фемората
Кортодера фемората (лат. Cortodera femorata) — жук из семейства усачей и подсемейства Усачики.

## Описание
Жук длиной от 7 до 12 мм. Время лёта взрослого жука с мая по июнь.

## Распространение
Распространён в Европе, за исключением юга.

## Экология и местообитания
Жизненный цикл вида длится два года. Кормовые растения личинок старая упавшая древесина хвойных деревьев из родов: ель (Picea) и сосна (Pinus).